# Хокер димон
Хокер димон (енгл. Hawker Demon) је британски двоседи ловачки авион. Први лет авиона је извршен 1932. године. 

Авион је побољшана верзија авиона Хокер харт. Израђено је мање од 150 авиона који су служили у РВ Британије и Аустралије.
Највећа брзина у хоризонталном лету је износила 293 km/h. Размах крила је био 11,33 метара а дужина 9,02 метара. Маса празног авиона је износила 1544 килограма а нормална полетна маса 2245 килограма. Био је наоружан са три синхронизована митраљеза калибра 7,7 милиметара и лаким бомбама.

## Наоружање
| Наоружање авиона: Хокер димон  |     |
| Ватрено (стрељачко) наоружање  |     |
| Топ                            |     |
| Митраљез                       |     |
| Број и ознака митраљеза        | 3   |
| Калибар                        | 7,7 |
| Бомбардерско наоружање (бомбе) |     |
| Ракетно наоружање (ракете)     |     |

## Земље које су користиле авион
- Аустралија
- Уједињено Краљевство